# Apogon quadrifasciatus
 Apogon quadrifasciatus és una espècie de peix de la família dels apogònids i de l'ordre dels perciformes.

## Morfologia
Els mascles poden assolir els 13 cm de longitud total.

## Distribució geogràfica
Es troba des del Mar Roig fins a les Filipines, Nova Guinea, Japó i el nord d'Austràlia.